# Сон Джон Хён
Сон Джон Хён (кор. 성종현, род. 2 апреля 1979 года, Южная Корея) — южнокорейский футболист, защитник южнокорейского футбольного клуба Первой лиги Китая «ФК Гоян Кукмин Банк».

## Карьера
В течение нескольких сезонов, с 2004 года выступал за южнокорейский клуб «Чонбук Хёндэ Моторс». Затем выступал за армейскую команду «Кванджу Санму Финикс».
В январе 2011 года Сон перешёл в команду второго китайского дивизиона «Шэньян Дунцзинь» .